# سنجابچه

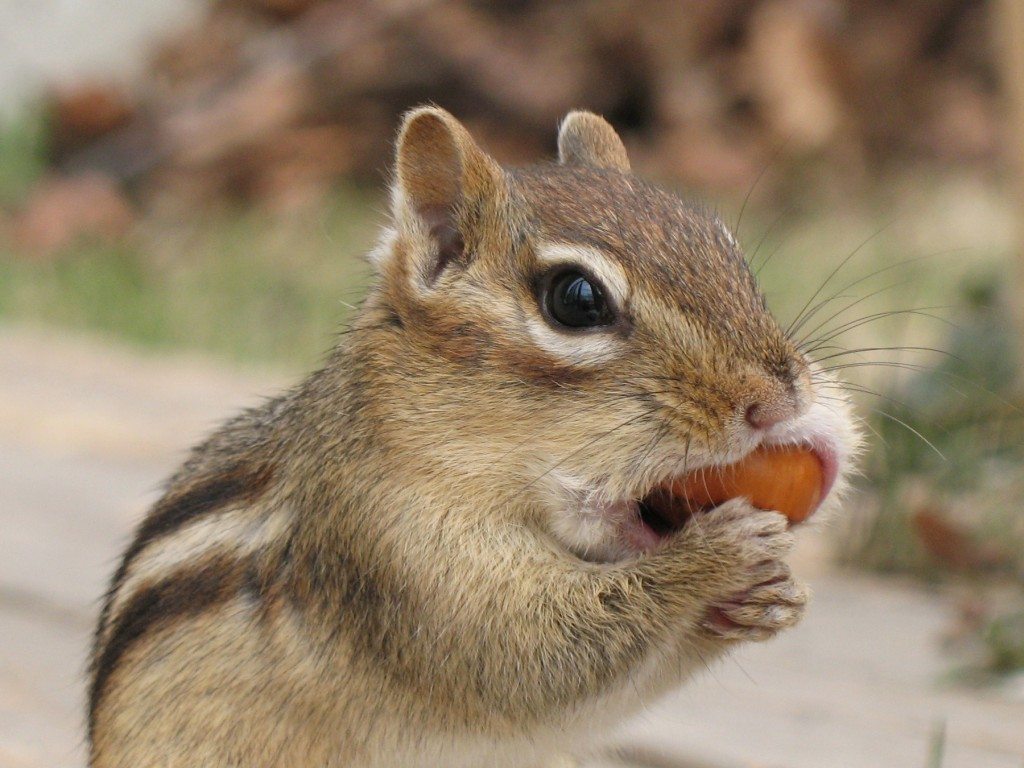
یک سنجابچه شرقی که غذا را در کیسه گونه خود قرار می‌دهد

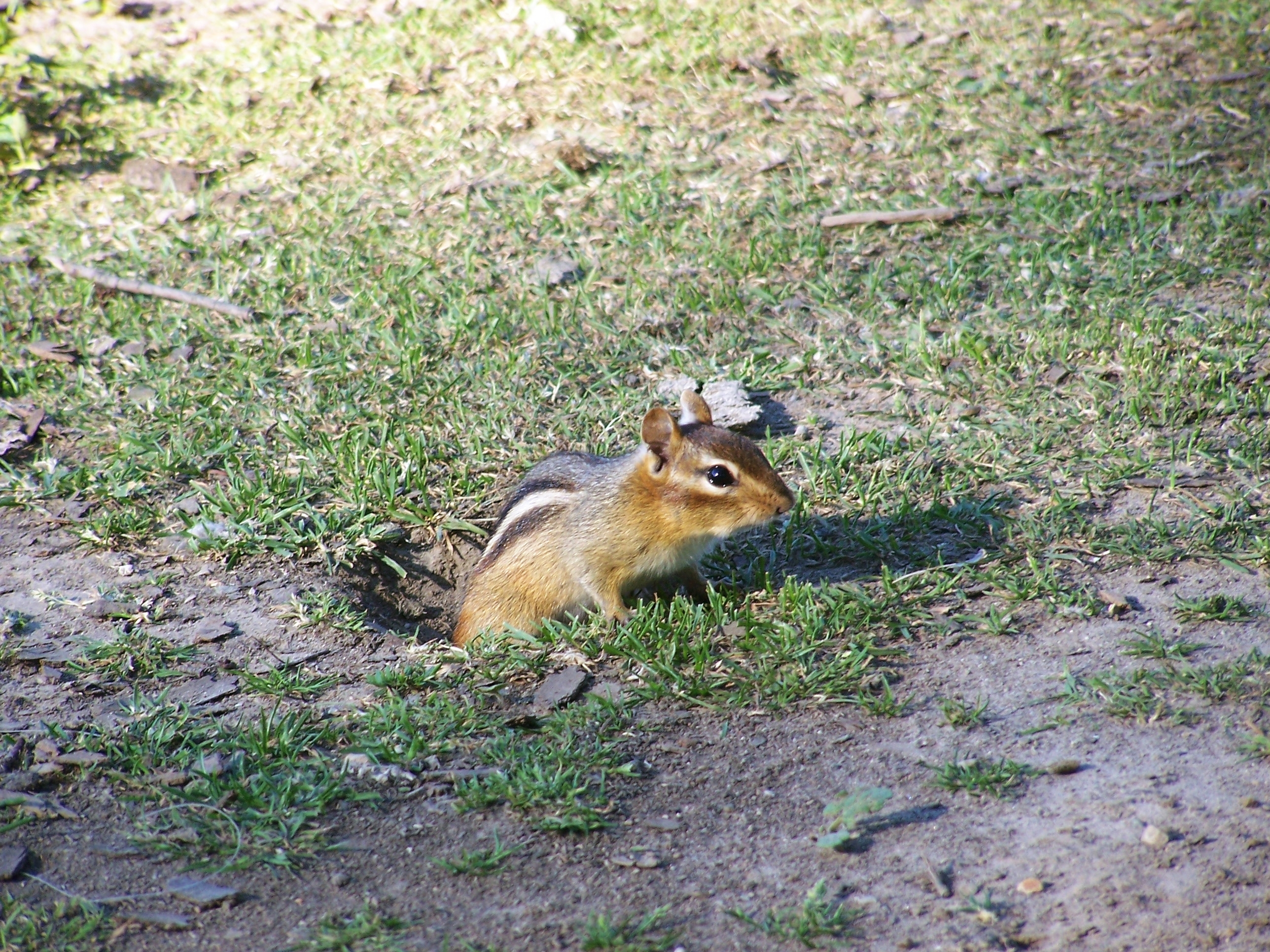
سنجابچه شرقی در دهانهٔ لانه‌اش

سنجابچه‌ها (به انگلیسی: Chipmunk) جوندگان کوچک و راه‌راه از خانواده سنجابان Sciuridae هستند. به‌طور خاص، آنها سنجاب‌های زمینی (مارموتینی) هستند. سنجابچه‌ها در آمریکای شمالی یافت می‌شوند، به استثنای سنجابچه سیبری که عمدتاً در آسیا یافت می‌شود.

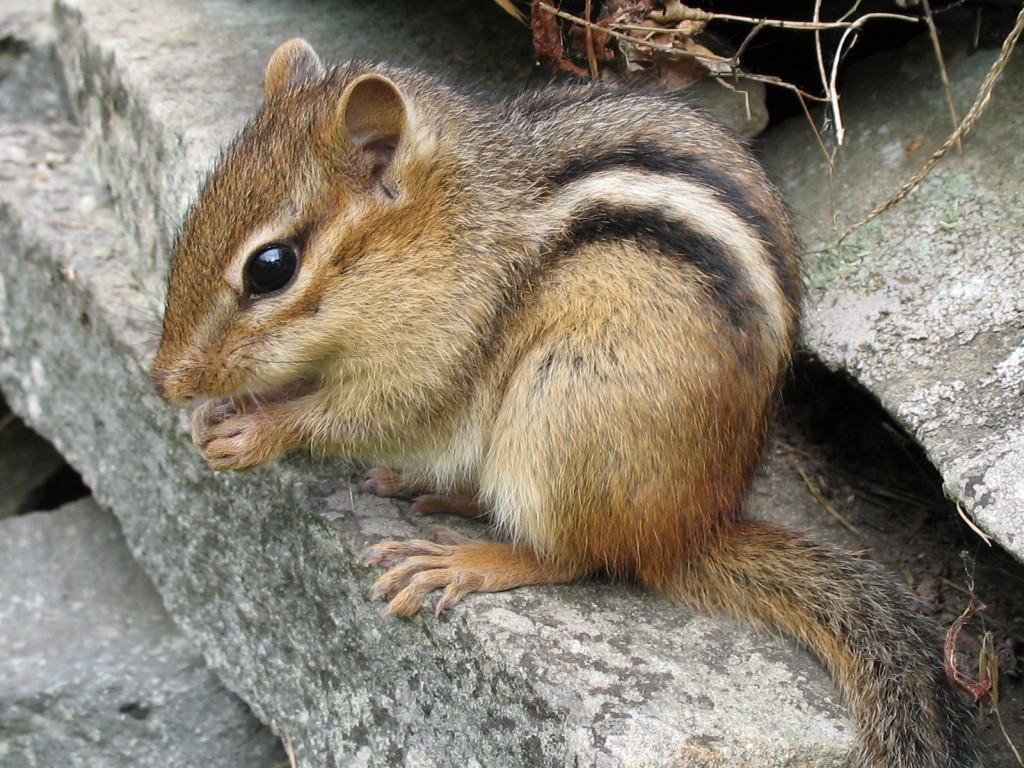
Tamias striatus، سنجاب شرقی
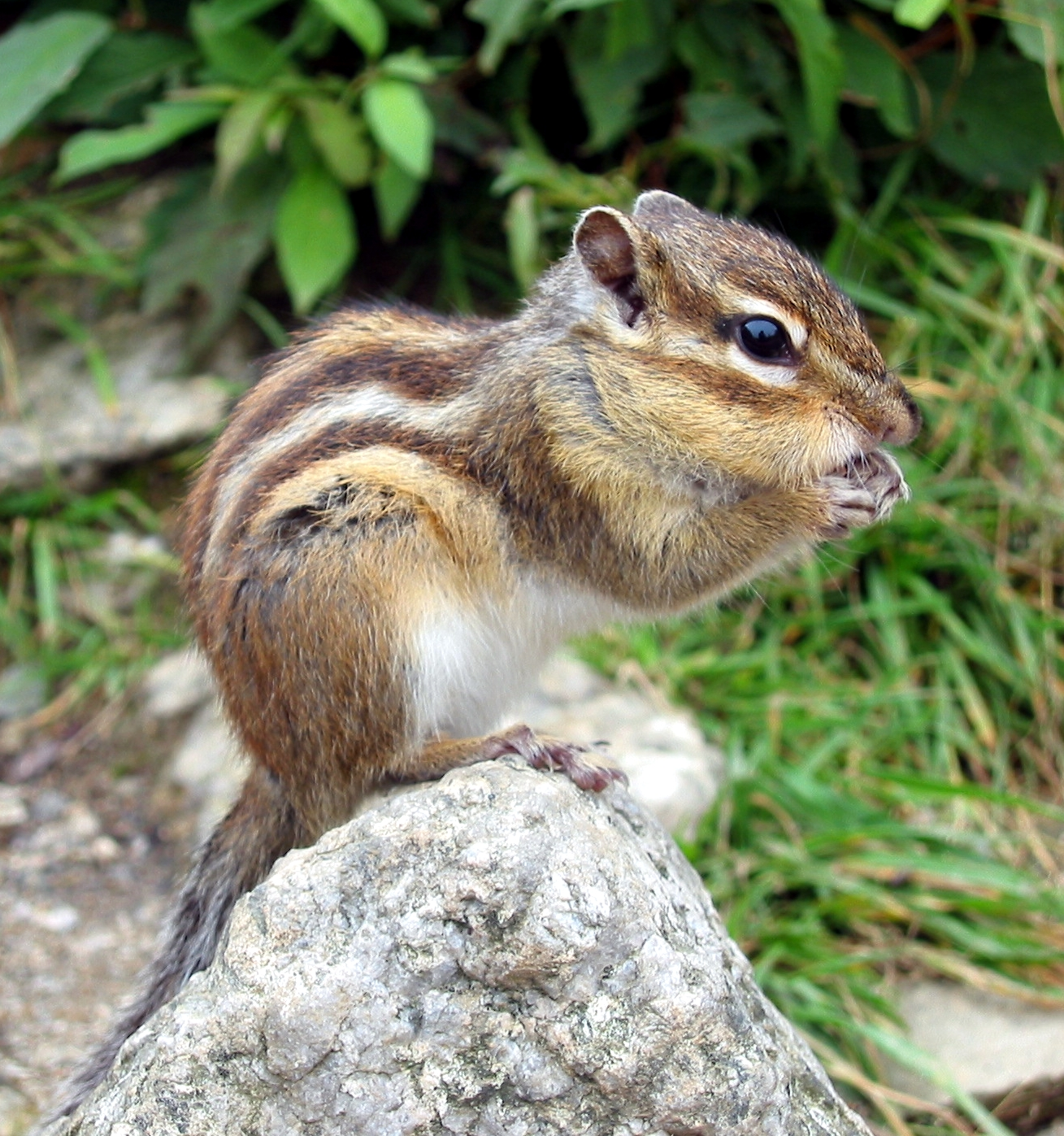
Eutamias sibiricus، سنجابچه سیبری
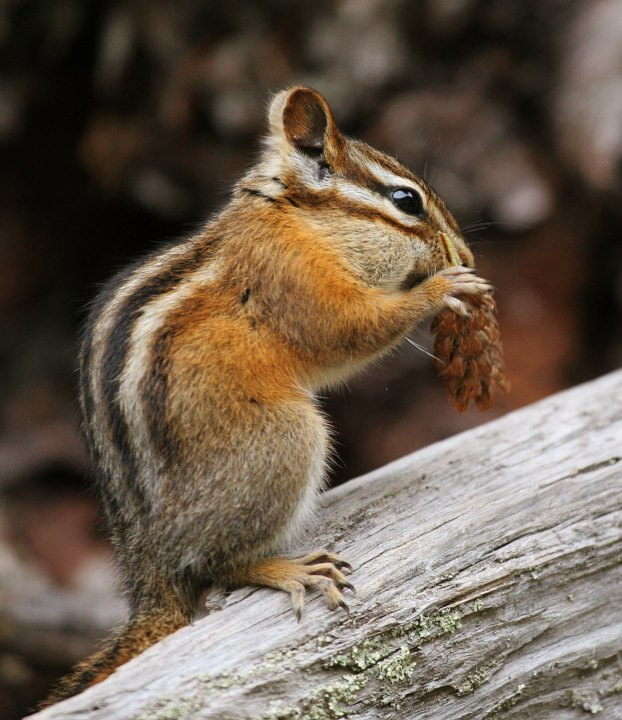
Neotamias minimus، سنجابچه کوچک